# Skorîkivka, Zolotonoșa
Skorîkivka (în ucraineană Скориківка) este localitatea de reședință a comunei Skorîkivka din raionul Zolotonoșa, regiunea Cerkasî, Ucraina.

## Demografie
Componența lingvistică a localității Skorîkivka
     Ucraineană (98,13%)
     Rusă (1,7%)
Conform recensământului din 2001, majoritatea populației localității Skorîkivka era vorbitoare de ucraineană (98,13%), existând în minoritate și vorbitori de rusă (1,7%).